# Serenata per tenore, corno e archi
La Serenata per tenore, corno e archi, Op. 31, è un ciclo di canzoni scritto nel 1943 dal compositore inglese Benjamin Britten per tenore accompagnato da un corno solista e una piccola orchestra d'archi.

## Storia
Composto durante la seconda guerra mondiale su richiesta del cornista britannico Dennis Brain, è l'ambientazione di una selezione di sei poesie di poeti britannici sul tema della notte, inclusi sia la sua calma che i suoi aspetti sinistri.
Il prologo e l'epilogo che incorniciano le canzoni sono entrambi eseguiti dal solo corno e in questi movimenti Britten istruisce il suonatore ad usare solo gli armonici naturali del corno; ciò conferisce a questi brevi movimenti un carattere distintivo, perché alcune armoniche suonano diesis o bemolle per un pubblico abituato alla scala cromatica occidentale. L'epilogo deve suonare da lontano, e a tal fine la canzone finale non prevede una parte per il corno per consentire al musicista di uscire dal palco.
Il brano è diventato un'opera centrale sia nel repertorio per tenore che per corno. Il compagno di una vita di Britten, Peter Pears, è stato il tenore nelle prime esibizioni e lo hanno registrato insieme più di una volta.

## Composizione
Al ritorno in Inghilterra nel 1943 in seguito al suo soggiorno in America, Britten si ammalò di morbillo così gravemente che dovette essere ricoverato in ospedale per diverse settimane. Qui, mentre lavorava anche al libretto per Peter Grimes, compose la maggior parte della Serenata.
La prima esecuzione fu data alla Wigmore Hall di Londra il 15 ottobre 1943 con Peter Pears come tenore solista e Dennis Brain al corno. Britten e Pears registrarono il pezzo con Dennis Brain e la Boyd Neel Orchestra nell'ottobre del 1944 e di nuovo in una famosa registrazione per la Decca Records nel 1963, quando Barry Tuckwell prese la parte di corno, accompagnato dalla London Symphony Orchestra.

## Movimenti
La Serenata ha otto movimenti:
1. Prologo (assolo di corno)
2. Pastorale, un'ambientazione de "The Evening Quatrains" di Charles Cotton (1630-1687)
3. Notturno, un'ambientazione di "Blow, bugle, blow" di Alfred, Lord Tennyson (1809–1892)
4. Elegia, un'ambientazione di "The Sick Rose" di William Blake (1757-1827)
5. Canto funebre, un'ambientazione dell'anonimo "Lyke-Wake Dirge" (XV secolo)
6. Inno, un'ambientazione di "Hymn to Diana" di Ben Jonson (1572-1637)
7. Sonetto, un'ambientazione di "To Sleep" di John Keats (1795-1821)
8. Epilogo (assolo di corno; ripresa del Prologo, suonato fuori scena)

## Versi
In questa sezione i titoli dei movimenti sono stati lasciati nell'originale inglese.
Le parole o versi di ogni movimento sono:

### 1. Prologue
(corno solista)

### 2. Pastoral
The day’s grown old; the fainting sun

      Has but a little way to run,

      And yet his steeds, with all his skill,

      Scarce lug the chariot down the hill.

      The shadows now so long do grow,

      That brambles like tall cedars show;

      Molehills seem mountains, and the ant

      Appears a monstrous elephant.

      A very little, little flock

      Shades thrice the ground that it would stock;

      Whilst the small stripling following them

      Appears a mighty Polypheme.

      And now on benches all are sat,

      In the cool air to sit and chat,

      Till Phoebus, dipping in the West,

      Shall lead the world the way to rest.

Charles Cotton (1630–1687)

### 3. Nocturne
The splendour falls on castle walls

      And snowy summits old in story:

      The long light shakes across the lakes,

      And the wild cataract leaps in glory:

      Blow, bugle, blow, set the wild echoes flying,

      Bugle blow; answer, echoes, dying, dying, dying.

      O hark, O hear, how thin and clear,

      And thinner, clearer, farther going!

      O sweet and far from cliff and scar

      The horns of Elfland faintly blowing!

      Blow, let us hear the purple glens replying:

      Bugle, blow; answer, echoes, answer, dying, dying, dying.

      O love, they die in yon rich sky,

      They faint on hill or field or river:

      Our echoes roll from soul to soul,

      And grow for ever and for ever.

      Blow, bugle, blow, set the wild echoes flying;

      And answer, echoes, answer, dying, dying, dying.

Alfred, Lord Tennyson (1809–1892)

### 4. Elegy
O Rose, thou art sick;

      The invisible worm

      That flies in the night,

      In the howling storm,

      Has found out thy bed

      Of crimson joy;

      And his dark, secret love

      Does thy life destroy.

William Blake (1757–1827)

### 5. Dirge
This ae nighte, this ae nighte,

      Every nighte and alle,

      Fire and fleet and candle‑lighte,

      And Christe receive thy saule.

      When thou from hence away art past,

      Every nighte and alle,

      To Whinnymuir thou com'st at last;

      And Christe receive thy saule.

      If ever thou gav'st hos'n and shoon,

      Every nighte and alle,

      Sit thee down and put them on;

      And Christe receive thy saule.

      If hos'n and shoon thou ne'er gav'st nane

      Every nighte and alle,

      The whinnes sall prick thee to the bare bane;

      And Christe receive thy saule.

      From Whinnymuir when thou may'st pass,

      Every nighte and alle,

      To Brig o' Dread thou com'st at last;

      And Christe receive thy saule.

      From Brig o' Dread when thou may'st pass,

      Every nighte and alle,

      To Purgatory fire thou com'st at last;

      And Christe receive thy saule.

      If ever thou gav'st meat or drink,

      Every nighte and alle,

      The fire sall never make thee shrink;

      And Christe receive thy saule.

      If meat or drink thou ne'er gav'st nane,

      Every nighte and alle,

      The fire will burn thee to the bare bane;

      And Christe receive thy saule.

      This ae nighte, this ae nighte,

      Every nighte and alle,

      Fire and fleet and candle‑lighte,

      And Christe receive thy saule.

Lyke Wake Dirge, Anonimo (XV secolo)

### 6. Hymn
Queen and huntress, chaste and fair,

      Now the sun is laid to sleep,

      Seated in thy silver chair,

      State in wonted manner keep:

      Hesperus entreats thy light,

      Goddess excellently bright.

      Earth, let not thy envious shade

      Dare itself to interpose;

      Cynthia's shining orb was made

      Heav'n to clear when day did close:

      Bless us then with wishèd sight,

      Goddess excellently bright.

      Lay thy bow of pearl apart,

      And thy crystal shining quiver;

      Give unto the flying hart

      Space to breathe, how short so-ever:

      Thou that mak'st a day of night,

      Goddess excellently bright.

Ben Jonson (1572–1637)

### 7. Sonnet
O soft embalmer of the still midnight,

      Shutting with careful fingers and benign

      Our gloom‑pleas'd eyes, embower'd from the light,

      Enshaded in forgetfulness divine:

      O soothest Sleep! if so it please thee, close

      In midst of this thine hymn my willing eyes,

      Or wait the “Amen” ere thy poppy throws

      Around my bed its lulling charities.

      Then save me, or the passèd day will shine

      Upon my pillow, breeding many woes,

      Save me from curious Conscience, that still lords

      Its strength for darkness, burrowing like a mole;

      Turn the key deftly in the oilèd wards,

      And seal the hushèd Casket of my Soul.

John Keats (1795–1821)

### 8. Epilogue
(corno solista – fuori scena)